# 『Z』の誓い
「『Z』の誓い」（ゼットのちかい）は、2015年4月29日に発売された、ももいろクローバーZの15枚目のシングル。

## 概要
ももいろクローバーZと『ドラゴンボールZ』の初コラボレーション作品である。グループは無名時代から様々なアニメ作品と関わりをもっており、『ポケットモンスター ベストウイッシュ』や『美少女戦士セーラームーンCrystal』の主題歌も担当した。『Animelo Summer Live』などのフェスにもたびたび出演し、ライブパフォーマンスを行ってきた経歴がある。
本作のコラボレーションにあたり、メンバーは『ドラゴンボール』の好きなキャラクターを以下のように挙げている。
- 百田夏菜子 - フリーザ。何にも動じない男としての魅力があり、大人の余裕が感じられるから。
- 玉井詩織 - 人造人間18号。子供の頃に兄と遊んでいたカードゲームで、最初に手に入れたキャラクターだったから。
- 佐々木彩夏 - 孫悟空。アニメを観るといつも主役を好きになり、自分がヒロインの視点でヒーローに目がいってしまうため。
- 有安杏果 - 餃子。知れば知るほど憧れを感じる存在で、他の強者のキャラクターに勝るとも劣らない魅力を感じるから。
- 高城れに - 魔人ブウ。自分が好きなドリフのメンバーである高木ブーとのつながりを感じるから。

## 収録曲解説

### 『Z』の誓い
作詞：森雪之丞 / 作曲：NARASAKI / 編曲：NARASAKI・ゆよゆっぺ
歌詞・動画 - 歌ネット
映画『ドラゴンボールZ 復活の「F」』の主題歌。メンバーは同映画作品に「地球の地獄」の天使役としても声の出演をした。
ヘヴィメタル調のアレンジがされており、マーティ・フリードマンが「BABYMETALも真っ青の超メタル」「ももクロのメタル風の楽曲としては、KISSとのコラボ曲よりも好きかもしれない」と評した。また、銅鑼の音など中華音楽風のアレンジも特徴となっている（カップリングの「ロマンチックこんがらがってる」も同様）。音楽情報サイトOKMusicでは「アニメをほとんど観ないロックファンが驚いたアニソン5選」の記事に取り上げられた。
映画が海外で公開された際には、歌詞が全編英語のバージョン「Pledge of “Z”」（プレッジ オブ ゼット）が使用された。こちらは、音楽配信サイトでのみ扱われている。
2018年には、長谷川智樹が編曲を担当してアレンジを一新した「『Z』の誓い -ZZ ver.-（ダブルゼータ バージョン）」を、有安杏果卒業後の4人バージョンとして制作。2019年発売のアルバム『MOMOIRO CLOVER Z』初回限定盤Bの特典CDに収録された。

### ロマンティックこんがらがってる
作詞：只野菜摘 / 作曲・編曲：invisible manners
歌詞・動画 - 歌ネット
作詞の只野菜摘は、それまでになかった「癒し」がテーマの曲だとしており、「できあがったものを聴いたとき、わたし個人としては、こういうのも似合うお年頃になってきたのだなあと、ちょっぴりしみじみしました」と述べている。
1人のメンバー（冒頭のサビならば佐々木彩夏）が多重録音でハーモニーを重ね、他のメンバーがそれにハモリやスキャットを加えるという、珍しい収録パターンが用いられている。曲全体でもこの、1人 対 数人の歌唱パターンが多用されている。

### CHA-LA HEAD-CHA-LA
作詞：森雪之丞 / 作曲：清岡千穂 / 編曲：tatsuo
歌詞・動画 - 歌ネット
影山ヒロノブが歌う『ドラゴンボールZ』の初代オープニングテーマをカバーした。
ドラムには、BABYMETALの「神バンド」メンバーとして知られる青山英樹が起用された。

## 参加ミュージシャン
『Z』の誓い
- ギター＆プログラミング：NARASAKI
- チャランゴ＆プログラミング：ゆよゆっぺ

ロマンティックこんがらがってる
- ギター：伏見蛍（Crooked Sun）
- プログラミング：invisible manners（SUPA LOVE）

CHA-LA HEAD-CHA-LA
- ギター＆プログラミング：tatsuo
- ベース：ikuo
- ドラム：青山秀樹
- キーボード：渡辺壮介

## トラックリスト

### 『F』盤
1. 『Z』の誓い [4:50]
2. ロマンティックこんがらがってる [4:05]
3. 『Z』の誓い（off vocal ver.）
4. ロマンティックこんがらがってる（off vocal ver.）

Blu-ray：『Z』の誓い（ミュージック・ビデオ）

### 『Z』盤
ジャケットは鳥山明描き下ろし。
1. 『Z』の誓い
2. ロマンティックこんがらがってる
3. CHA-LA HEAD-CHA-LA [3:17]
4. 『Z』の誓い（off vocal ver.）
5. ロマンティックこんがらがってる（off vocal ver.）
6. CHA-LA HEAD-CHA-LA（off vocal ver.）